# Статистика та рекорди футбольного клубу «Ліверпуль»

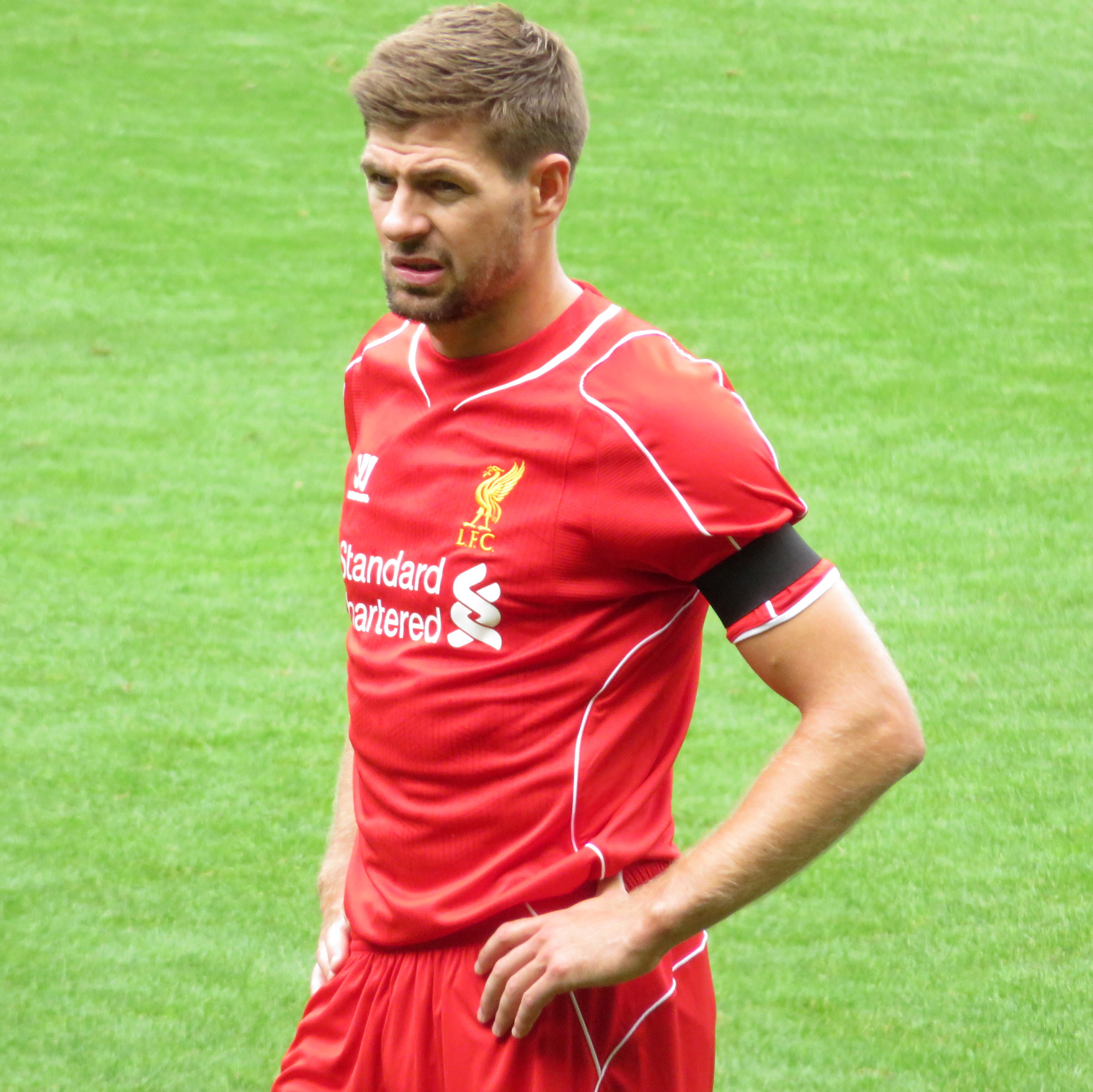
Стівен Джеррард — найкращий бомбардир «Ліверпуля» в єврокубках

Футбо́льний клуб «Ліверпу́ль» (англ. Liverpool Football Club) — англійський професійний футбольний клуб з однойменного міста, який виступає в Прем'єр-лізі. Домашнім стадіоном клубу з моменту його заснування в 1892 році є «Енфілд Роуд». «Ліверпуль» увійшов до складу Футбольної ліги в 1894 році і став одним з клубів-засновників Прем'єр-ліги в 1992 році.
Розділ з рекордами гравців включає інформацію про кращих бомбардирів і футболістів, які провели найбільшу кількість матчів за першу команду клубу. Туди ж включені значущі досягнення гравців клубу на міжнародній арені і список рекордних трансферних сум, отриманих і сплачених клубом за своїх гравців. Рекорди відвідуваності матчів команди також додані до цього списку.
Клуб здобув 19 титулів у найвищому англійському дивізіоні, а також є рекордсменом за кількостю перемог у Лізі чемпіонів серед англійських клубів. Клуб здобував титул 6 разів. Рекордну кількість матчів за клуб провів Іан Каллаган, який в період між 1958 і 1978 відіграв за «мерсисайдців» 857 матчів. Кращим бомбардиром команди всіх часів є Іан Раш, на рахунку якого 346 голів, забитих у складі «червоних».
Усі статистичні дані є правильними станом на 25 червня 2020 року.

## Досягнення
«Ліверпуль» вигравав трофеї як в англійських, так і в міжнародних змаганнях. Клуб ставав чемпіоном Англії 19 разів. Крім того, «червоні» є рекордсменами за кількістю перемог в Кубку ліги — на їх рахунку 8 титулів. У першому сезоні, 1892–93, «Ліверпуль» став чемпіоном Ланкаширської ліги, а останній на даний момент трофей клуб завоював у 2020, коли підопічні Юргена Клоппа здобули 19-у перемогу в англійській першості.
| Титул                          | К-сть | Сезон |
| ------------------------------ | ----- | --- |
| Перший дивізіон/Прем'єр-ліга   | 19    | 1900–01, 1905–06, 1921–22, 1922–23, 1946–47, 1963–64, 1965–66, 1972–73, 1975–76, 1976–77, 1978–79, 1979–80, 1981–82, 1982–83, 1983–84, 1985–86, 1987–88, 1989–90, 2019–20 |
| Другий дивізіон                | 4     | 1893–94, 1895–96, 1904–05, 1961–62 |
| Ланкаширська ліга              | 1     | 1892–93 |
| Кубок Англії                   | 7     | 1965, 1974, 1986, 1989, 1992, 2001, 2006 |
| Кубок ліги                     | 8     | 1981, 1982, 1983, 1984, 1995, 2001, 2003, 2012 |
| Суперкубок Англії              | 15    | 1964*, 1965*, 1966, 1974, 1976, 1977*, 1979, 1980, 1982, 1986*, 1988, 1989, 1990*, 2001, 2006 (* володарями ставали обидві команди)                                       |
| Кубок Девара                   | 1     | 1906 |
| Суперкубок ScreenSport         | 1     | 1985–86 |
| Кубок чемпіонів/Ліга чемпіонів | 6     | 1977, 1978, 1981, 1984, 2005, 2019 |
| Кубок Європи                   | 3     | 1973, 1976, 2001 |
| Суперкубок УЄФА                | 4     | 1977, 2001, 2005, 2019 |
| Клубний чемпіонат світу        | 1     | 2019 |

## Рекорди гравців

### Матчі
- Найбільше виступів у всіх турнірах: Іан Каллаган, 857.[4]
- Найбільше виступів у національному чемпіонаті: Іан Каллаган, 640.[4]
- Найбільше виступів в кубку Англії: Іан Каллаган, 79.[4]
- Найбільше виступів в кубку ліги: Іан Раш, 78.[4]
- Найбільше виступів в континентальних турнірах: Джеймі Каррагер, 150.[4][5]
- Наймолодший гравець: Джером Сінклейр, 16 років і 6 днів (проти «Вест-Бромвіча», 26 вересня 2012).[4]
- Наймолодший гравець стартового складу: Гарві Елліотт, 16 років і 174 дні (проти «Мілтон-Кінз Донз», 25 вересня 2019).[6]
- Найстарший гравець: Нед Дойг, 41 років і 165 днів (проти «Ньюкасла», 11 квітня 1908).[4]
- Найстарший дебютант: Нед Дойг, 37 років і 307 днів (проти «Бертона», 1 вересня 1904).[4]
- Найбільше виступів поспіль: Філ Ніл, 417 (з 23 жовтня 1976 до 24 вересня 1983).[4]
- Найбільше сезонів в якості гравця, який був присутній на полі у всіх матчах: Філ Ніл, 9 (з 1976–77 до 1983–84).[4]
- Гравець, який виступав за клуб найдовше: Елайша Скотт, 21 рік і 52 дні (з 1913 до 1934).[4]
- Найбільше вилучень: Стівен Джеррард, 7.[7]

### Найбільше виступів
Тільки офіційні матчі в змаганнях для професійних команд; виходи на заміну вказані в дужках.
| No. | Ім'я            | Роки                | Матчі чемпіонату | Кубок Англії | Кубок ліги | Інші змагання | Усього   |
| --- | --------------- | ------------------- | ---------------- | ------------ | ---------- | ------------- | -------- |
| 1   | Іан Каллаган    | 1960–1978           | 640 (4)          | 79 (2)       | 42 (7)     | 96 (1)        | 857 (14) |
| 2   | Джеймі Каррагер | 1996–2013           | 508 (24)         | 40 (1)       | 35 (7)     | 152 (3)       | 737 (35) |
| 3   | Стівен Джеррард | 1998–2015           | 504 (39)         | 42 (5)       | 30 (5)     | 134 (14)      | 710 (63) |
| 4   | Рей Клеменс     | 1967–1981           | 470 (0)          | 54 (0)       | 55 (0)     | 86 (0)        | 665 (0)  |
| 4   | Емлін Г'юз      | 1967–1979           | 474 (0)          | 62 (0)       | 46 (0)     | 83 (0)        | 665 (0)  |
| 6   | Іан Раш         | 1980–1987 1988–1996 | 469 (22)         | 61 (5)       | 78 (0)     | 45 (3)        | 660 (30) |
| 7   | Філ Ніл         | 1974–1985           | 455 (2)          | 45 (0)       | 66 (0)     | 81 (0)        | 650 (2)  |
| 8   | Томас Сміт      | 1962–1978           | 467 (0)          | 52 (0)       | 30 (0)     | 89 (1)        | 638 (1)  |
| 9   | Брюс Гроббелар  | 1980–1994           | 440 (0)          | 62 (0)       | 70 (0)     | 46 (0)        | 628 (0)  |
| 10  | Алан Гансен     | 1977–1991           | 434 (0)          | 58 (1)       | 68 (0)     | 53 (1)        | 620 (2)  |

### Бомбардири

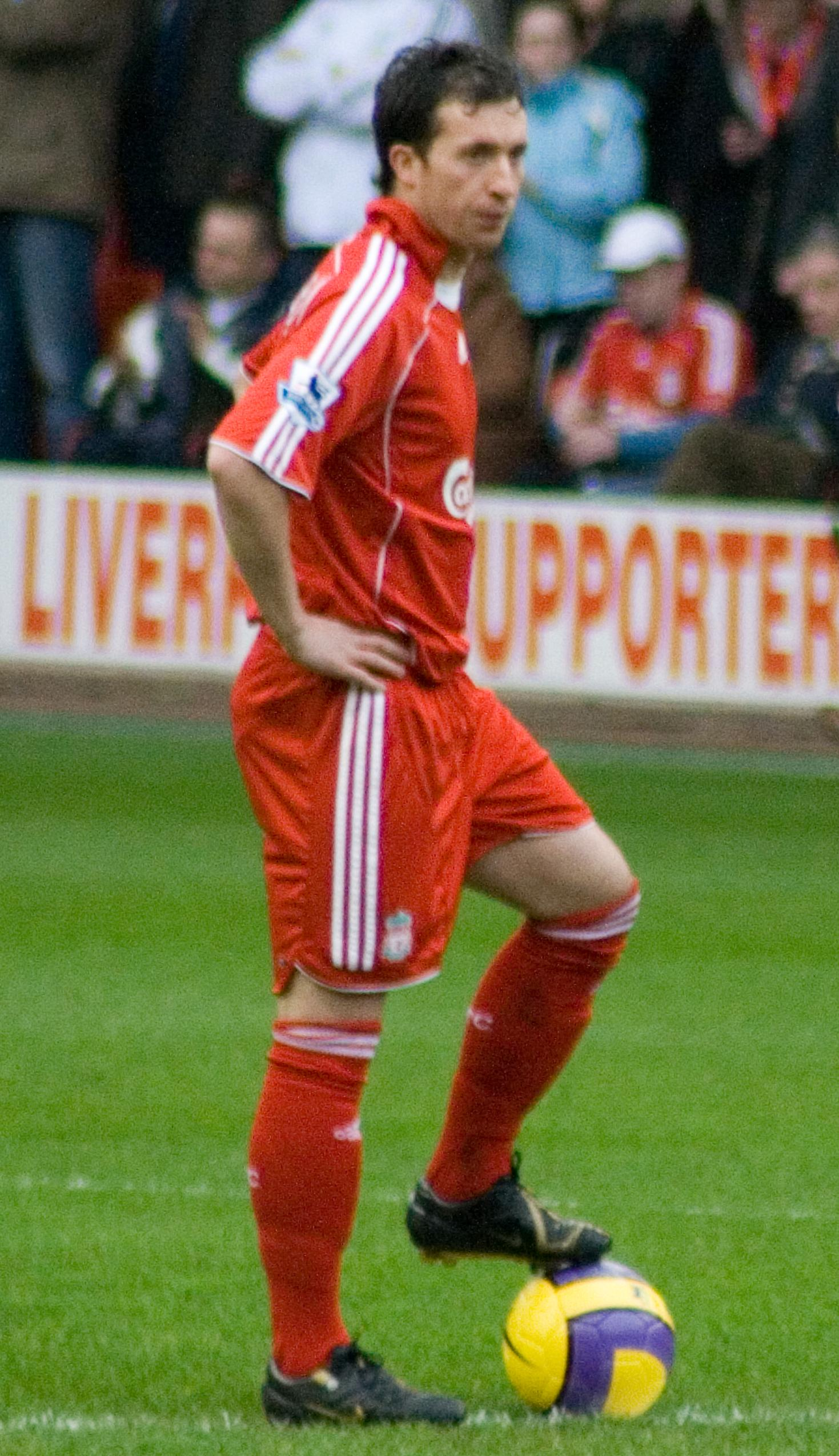
Роббі Фаулер — гравець, який оформив найшвидший хет-трик в історії клубу

- Найбільш голів у всіх змаганнях: Іан Раш, 346.[10]
- Найбільше голів у національному чемпіонаті: Роджер Хант, 244.[10]
- Найбільше голів в кубку Англії: Іан Раш, 39.[10]
- Найбільше голів в кубку ліги: Іан Раш, 48.[10]
- Найбільше голів у континентальних турнірах: Стівен Джеррард, 41.[10]
- Перший гравець, який забив за «Ліверпуль»: Малькольм Маквін (проти «Ротергема», 1 вересня 1892).[11]
- Найбільше голів за сезон: Іан Раш, 47 (сезон 1983–84).[12]
- Найбільше голів у дебютному сезоні: Мохаммед Салах, 44 (сезон 2017–18).[13]
- Найбільше голів за сезон у національному чемпіонаті: Роджер Хант, 41 (сезон 1961–62).[14]
- Найбільше голів за сезон в ері Прем'єр-ліги: Мохаммед Салах, 44 (сезон 2017–18).[15]
- Найбільше голів у континентальних турнірах за сезон: Мохаммед Салах і Роберто Фірміно, по 11 (сезон 2017–18).[16]
- Найбільше хет-триків: Гордон Годжсон, 17.[10]
- Найбільше хет-триків за сезон: Роджер Хант, 5 (сезон 1961–62).[10]
- Найшвидший хет-трик: Роббі Фаулер, 4 хвилини, 33 секунди, (проти «Арсенала», 28 серпня 1994).[10]
- Найбільше матчів з голами за сезон: Мохаммед Салах, 34 (сезон 2017–18).
- Найбільше голів за сезон у Прем'єр-лізі: Мохаммед Салах, 32 (сезон 2017–18).[17]
- Найбільше голів після виходу на заміну: Девід Ферклаф, 18.[10]
- Найбільше реалізованих пенальті:[18] Стівен Джеррард, 47.[10]
- Найбільше матчів без забитих м'ячів для польового гравця: Ефрайм Лонгуорт, 371.[10]
- Наймолодший автор гола: Бен Вудберн, 17 років, 45 днів (проти «Лідс Юнайтед», 29 листопада 2016).[10][19][20]
- Найстарший автор гола: Біллі Лідделл, 38 років, 55 днів (проти «Сток Сіті», 5 березня 1960).[10]

### Топ бомбардирів
Тільки змагальні, професійні матчі. Число зіграних матчів (в тому числі на заміну) відображається в дужках.
| No. | Ім'я            | Роки                | Голи у чемпіонаті | Голи в кубку Англії | Голи в кубку Футбольної ліги | Голи в інших змаганнях | Усього    |
| --- | --------------- | ------------------- | ----------------- | ------------------- | ---------------------------- | ---------------------- | --------- |
| 1   | Іан Раш         | 1980–1987 1988–1996 | 229 (469)         | 39 (61)             | 48 (78)                      | 23 (45)                | 346 (660) |
| 2   | Роджер Гант     | 1958–1969           | 244 (404)         | 18 (44)             | 5 (10)                       | 18 (34)                | 285 (492) |
| 3   | Гордон Годжсон  | 1925–1936           | 233 (358)         | 8 (19)              | 0 (0)                        | 0 (0)                  | 241 (377) |
| 4   | Біллі Лідделл   | 1938–1961           | 215 (492)         | 13 (42)             | 0 (0)                        | 0 (0)                  | 228 (534) |
| 5   | Стівен Джеррард | 1998–2015           | 120 (503)         | 15 (40)             | 9 (28)                       | 42(132)                | 186 (710) |
| 6   | Роббі Фаулер    | 1993–2001 2006–2007 | 128 (266)         | 12 (24)             | 29 (35)                      | 14 (44)                | 183 (369) |
| 7   | Кенні Далгліш   | 1977–1990           | 118 (355)         | 13 (37)             | 27 (59)                      | 12 (58)                | 172 (515) |
| 8   | Майкл Оуен      | 1996–2004           | 118 (216)         | 8 (15)              | 9 (14)                       | 23 (52)                | 158 (297) |
| 9   | Гаррі Чемберс   | 1915–1928           | 135 (315)         | 16 (28)             | 0 (0)                        | 0 (1)                  | 151 (339) |
| 10  | Сем Рейбоулд    | 1900–1907           | 120 (211)         | 9 (14)              | 0 (0)                        | 1 (1)                  | 130 (226) |
| 10  | Мохаммед Салах  | 2017–               | 99 (150)          | 4 (6)               | 0 (2)                        | 27 (51)                | 130 (209) |

### Виступи за збірну
- Перший викликаний в збірну гравець: Френк Бектон, Англія, 29 березня 1897.[23]
- Найбільше ігор за збірну під час виступів за «Ліверпуль»: Стівен Джеррард, 114, Англія.[24]
- Найбільше голів за збірну під час виступів за «Ліверпуль»:[24]
  - Майкл Оуен, 26, Англія.
  - Іан Раш, 26, Уельс.

#### Чемпіонати світу
- Перший гравець «Ліверпуля» на ЧС: Лорі Г'юз, Англія, 1950.[25]
- Найбільше ігор на ЧС під час виступів за «Ліверпуль»: Стівен Джеррард, 12, Англія, на чемпіонатах 2006, 2010 і 2014 років.[24]
- Найбільше голів на ЧС під час виступів за «Ліверпуль»: Майкл Оуен, 4, Англія на чемпіонатах 1998 і 2002 років.[24]
- Перші чемпіони світу від «Ліверпуля»: Роджер Гант, Іан Каллаган і Джеррі Берн, 1966, Англія.[24]
- Перший небританський гравець, що грав у фіналі ЧС: Дітмар Гаманн, Німеччина, 2002.[24]
- Перші небританці чемпіони світу: Фернандо Торрес і Пепе Рейна, Іспанія, 2010.[25]

## Трансфери

### Рекордні виплачені суми
|   | Гравець          | Продавець                 | Сума                       | Дата            | Прим.  |
| - | ---------------- | ------------------------- | -------------------------- | --------------- | ------ |
| 1 | Вірджіл ван Дейк | «Саутгемптон»             | 75 млн фунтів стерлінгів   | 1 січня 2018    | [ 26 ] |
| 2 | Аліссон Беккер   | «Рома»                    | 66.8 млн фунтів стерлінгів | 19 липня 2018   | [ 27 ] |
| 3 | Набі Кейта       | «РБ Лейпциг»              | 45 млн фунтів стерлінгів   | 1 липня 2018    | [ 28 ] |
| 4 | Діогу Жота       | «Вулвергемптон Вондерерз» | 41 млн фунтів стерлінгів   | 19 вересня 2020 | [ 29 ] |
| 5 | Фабінью          | «Монако»                  | 39 млн фунтів стерлінгів   | 1 липня 2018    | [ 30 ] |

### Рекордні отримані суми
|   | Гравець          | Покупець         | Сума                      | Дата           | Прим.  |
| - | ---------------- | ---------------- | ------------------------- | -------------- | ------ |
| 1 | Філіппе Коутінью | «Барселона»      | 120 млн фунтів стерлінгів | 6 січня 2018   | [ 31 ] |
| 2 | Луїс Суарес      | «Барселона»      | 75 млн фунтів стерлінгів  | 11 липня 2014  | [ 32 ] |
| 3 | Фернандо Торрес  | «Челсі»          | 50 млн фунтів стерлінгів  | 31 січня 2011  | [ 33 ] |
| 4 | Рагім Стерлінг   | «Манчестер Сіті» | 44 млн фунтів стерлінгів  | 20 липня 2015  | [ 34 ] |
| 5 | Хабі Алонсо      | «Реал Мадрид»    | 30 млн фунтів стерлінгів  | 20 серпня 2010 | [ 35 ] |

## Тренерські рекорди

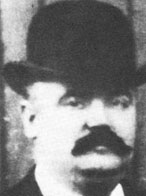
Том Вотсон, тренер, який найдовше керував «Ліверпулем» за всю історію клубу

- Перші тренери: Вільям Барклай і Джон Маккена, з 15 лютого 1892 до 16 серпня 1896.[36]
- Тренер, що найдовшще керував командою: Том Вотсон, з 17 серпня 1896 до 6 травня 1915 (18 років, 262 дні).[4]
- Тренер, що представив команду у найбільшій кількості матчів: Білл Шенклі преставив клуб у 783 матчах за період 14 років і 7 місяців, з грудня 1959 до липня 1974.[4]

## Клубні рекорди

### Матчі

#### Перші матчі
- Перший матч: «Ліверпуль» 7–1 «Ротергем Таун», товариський матч, 1 вересня 1892.[37]
- Перший матч Ланкаширської ліги: «Ліверпуль» 8–0 «Хаєр Волтон», 3 вересня 1892.[37]
- Перший матч Футбольної ліги: «Ліверпуль» 2–0 «Мідлсбро Айронополіс», Другий дивізіон, 2 вересня 1893.[37]
- Перший матч Кубка Англії: «Ліверпуль» 4–0 «Нантвич Таун», перший кваліфікаційний раунд, 15 жовтня 1892.[37]
- Перший матч Кубка Футбольної ліги: «Ліверпуль» 1–1 «Лутон Таун», другий раунд, 19 жовтня 1960.[37]
- Перший матч в єврокубкових турнірах: «Ліверпуль» 5–0 «Рейк'явік», Кубок європейських чемпіонів, перший раунд, 17 серпня 1964.[37]

#### Перемоги
- Рекордна перемога: 11–0 проти «Стремсгодсет ІФ» в Кубку володарів кубків, 17 вересня 1974.[37]
- Рекордна перемога в матчі ліги: 10–1 проти «Ротергем Тауна» в Другому дивізіоні, 18 лютого 1899.[37]
- Рекордна гостьова перемога: 0–7 проти «Крістал Пелеса» у Прем'єр-лізі, 19 грудня 2020.[38]
- Рекордна перемога в Кубку Англії: 9–0 проти «Ньютауна» в другому кваліфікаційному раунді, 29 жовтня 1889.[37]
- Рекордна перемога в Кубку Футбольної ліги: 10–0 проти Фулгема в другому раунді, 23 вересня 1964.[37]
- Найбільше перемог у матчах ліги за сезон: 32 перемоги з 38 ігор (сезон 2019—2020).[39]
- Найменше перемог у матчах ліги за сезон: 7 перемог з 30 ігор (сезон 1894–95).[37]
- Найбільше домашніх перемог за сезон (всі змагання): 22 (сезони 2000–01, 2018–19 і 2019–20.[40]
- Найбільше виїзних перемог за сезон: 14 (сезон 2019–20).[39]

#### Поразки
- Рекордна поразка: 1–9 проти «Бірмінгем Сіті» в Другому дивізіоні, 11 грудня 1954.[37]
- Рекордна поразка на Енфілді: 0–6 проти «Сандерленда» в Першому дивізіоні, 19 квітня 1930.[37]
- Поразка з найбільшою кількісю голів: 2–9 проти «Ньюкасл Юнайтеда» в Першому дивізіоні, 1 січня 1934.[37]
- Рекордна поразка в Прем'єр-лізі: 1–6 проти «Сток Сіті», 24 травня 2015, 0–5 проти «Манчестер Сіті», 9 вересня 2017, 2–7 against «Астон Вілли», 4 жовтня 2020.[37]
- Рекордна поразка в Кубку Англії: 0–5 проти «Болтона» в четвертому раунді, 26 січня 1946.[37]
- Рекордна поразка в Кубку Футбольної ліги: 0–5 проти «Астон Вілли» в чвертьфіналі, 17 грудня 2019.[41]
- Найбільше поразок у матчах ліги за сезон: 23 поразки з 42 ігор (сезон 1953–54).[37]
- Найменше поразок за сезон: жодної поразки в усіх 28 матчах сезону (сезон 1893–94).[37]

#### Рекордні серії
- Рекордна серія перемог: 11 (з 18 лютого 1989 до 11 квітня 1989 і з 15 березня 2006 до 7 травня 2006.).[42]
- Рекордна серія перемог у матчах чемпіонату: 18 (з 27 жовтня 2019 до 24 лютого 2020).[43]
- Рекордна серія у матчах чемпіонату на початку сезону: 8 (сезони 1990–91 і 2019–20).[44]
- Рекордна серія поразок: 9 (з 29 квітня 1899 до 14 жовтня 1899).[45]
- Рекордна серія матчів чемпіонату без поразок: 44 (з 12 січня 2019 до 24 лютого 2020).[43]
- Рекордна серія домашніх перемог у матчах чемпіонату: 24 (з 9 лютого 2019 до 5 липня 2020).[46]
- Рекордна нічийна серія: 6 (з 19 лютого 1975 до 19 березня 1975).[47]
- Рекордна серія домашніх матчів без поразок: 85 (з 7 лютого 1978 до 31 січня 1981).[48]
- Рекордна серія домашніх матчів чемпіонату без поразок: 68 (з 7 травня 2017 до 17 січня 2021).[49]
- Рекордна серія матчів без пропущених голів: 11 (з 29 жовтня 2005 до 18 грудня 2005).[50]
- Рекордна серія домашніх поразок у матчах чемпіонату: 6 (з 21 січня 2021 до 7 березня 2021)[51]

### Голи
- Найбільше голів у чемпіонаті за сезон: 106 у 30 матчах (сезон 1895–96, Другий дивізіон).[10]
- Найбільше голів у найвищому дивізіоні Англії за сезон: 101 у 38 матчах (сезон 2013–14, Прем'єр-ліга).[10]
- Найменше голів у чемпіонаті за сезон: 42 у 34 і 42 матчах (сезони 1901–02 і 1970–71 відповідно, Перший дивізіон).[10]
- Найбільше пропущених голів у чемпіонаті за сезон: 97 у 42 матчах (сезон 1953—54, Перший дивізіон).[10]
- Найменше пропущених голів у чемпіонаті за сезон: 16 у 42 матчах (сезон 1978–79, Перший дивізіон).[10]
- Рекордна серія матчів у чемпіонаті, у яких «Ліверпуль» забив гол: 36 (з 10 березня 2019 до 24 лютого 2020).[43]
- Рекордна серія матчів у чемпіонаті, у яких «Ліверпуль» забив гол з початку сезону: 27 (сезон 2019–20).[43]

### Очки
- Найбільше набраних очок за сезон:

Два очки за перемогу: 68 у 42 матчах (сезон 1978–79, Перший дивізіон).
Три очки за перемогу: 99 у 38 матчах (сезон 2019–20, Прем'єр-ліга).
- Найменше набраних очок за сезон:

Два очки за перемогу: 22 у 30 матчах (сезон 1894–95, Перший дивізіон).
Три очки за перемогу: 52 у 38 матчах (сезон 2011–12, Прем'єр-ліга).

### Відвідуваність
- Найвища домашня відвідуваність: 61,905 (проти «Вулвергемптона», сезон 1951–52).[54][d]
- Найвища домашня відвідуваність у чемпіонаті: 58,757 (проти «Челсі», Перший дивізіон, сезон 1949–50).[54]
- Найвища відвідуваність в Кубку ліги: 52,694 (проти «Тоттенгема», сезон 2016–17).[55]
- Найвища домашня відвідуваність в єврокубкових турнірах: 55,104 (проти «Барселони», сезон 1975–76).[54]
- Найнижча домашня відвідуваність: 1,000 (проти «Лафборо», Другий дивізіон, сезон 1895–96 season).[54][e]
- Найнижча домашня відвідуваність в Кубку Англії: 4,000 (проти «Ньютауна», сезон 1892–93).[54]
- Найнижча домашня відвідуваність в Кубку ліги: 9,902 (проти «Брентфорда», сезон 1983–84).[54]
- Найнижча домашня відвідуваність в єврокубкових турнірах: 12,021 (проти «Дандолка» сезон 1982–83).[54]

Рекордна відвідуваність матчу «Ліверпуля» за історію — 101,254 в рамках Міжнародного кубку чемпіонів 2018 у матчі проти клубу «Манчестер Юнайтед» на Мічиган Стедіум в США.

## Нотатки
1. ↑  У 1949–1993 роках володарями ставали обидві команди, якщо гра закінчувалася нічиєю.
2. 1 2  Включає матчі Футбольної ліги і Прем'єр-ліги.
3. 1 2  Включає матчі Ліги чемпіонів, Ліги Європи, Кубка володарів кубків, Суперкубка УЄФА, Суперкубка Англії, Міжконтинентального кубка and Клубного чемпіонату світу.
4. ↑  Відвідуваність матчу є також найвищою для клубу в Кубку Англії.
5. ↑  Відвідуваність матчу є також найнижчою домашньою для клубу.